# Казнокрадство
Казнокрадство (составное от казна и красть) — преступление, заключающееся в краже государственных денежных средств и/или иного государственного имущества.

## Современное определение
На данный исторический момент казнокрадство в юриспруденции считается устаревшим термином, но активно используется в СМИ.
В законодательной базе большинства государств не делается различия между хищением денежных средств, принадлежащих государству и частным лицам. Официально для обозначения преступлений, связанных с хищением государственных средств, используются термины присвоение и растрата, которые также используются для обозначения хищения денежных средств либо имущества частных лиц. Поскольку для казнокрадства часто используются махинации, также применяется термин мошенничество.
При этом два эти термина, на которые подразделяется сам факт подобного хищения, не являются синонимами:
- Присвоение — неправомерное удержание имущества, вверенного виновному, для обращения его в свою собственность;
- Растрата — отчуждение чужого имущества, вверенного виновному, в пользу третьих лиц любыми способами.

В судебном законодательстве многих государств присвоение и растрата считаются связанными между собой преступлениями одинаковой тяжести, поэтому наказание за них рассматривается одной статьёй уголовного кодекса.

## Казнокрадство и коррупция
Не следует считать казнокрадство и коррупцию синонимами.
Коррупция, синонимом которого в русском языке является взяточничество, определяет собой действия государственного должностного лица (либо группы лиц), использующего свои служебные полномочия для личного обогащения. Источником обогащения служит вознаграждение (взятка) от третьих лиц, по предварительному сговору с которыми должностное лицо нарушает свои служебные обязанности для вынесения какого-либо решения в их пользу. Государственный служащий, принимающий взятку (взяточник), не всегда может являться лицом ответственным за контроль над денежными и иными материальным ценностями, принадлежащими государству. При коррупции казне государства наносится косвенный ущерб.
Казнокрадство определяется как действия государственного должностного лица либо группы лиц, по совершению различных махинаций, с целью присвоения вверенных им денежных средств и иного государственного имущества с последующей их растратой. Казнокрадство наносит казне государства прямой ущерб.
Ввиду того, что источниками казнокрадства и коррупции являются недостаточный контроль за действиями государственных служащих, менталитета общества и недостаточная проработанность государственной системы управления, коррупция и казнокрадство рассматриваются как родственные явления, дополняющие друг друга. При казнокрадстве на разных этапах совершается дача взяток государственным служащим, в чьи обязанности входит контроль за расходом бюджетных средств.
Казнокрадство входит в перечень коррупционных действий, которые караются законом УК РФ.

## Основные методы казнокрадства
Главными методами казнокрадства с античных времён остаются:
- завышение расходов на финансирование государственных нужд
- утаивание доходов от поступающих налогов, таможенных пошлин, продажи государственных материальных средств
- вывод денежных средств из казны на несуществующие государственные нужды
- вывод денежных средств из казны на счета третьих лиц

## История казнокрадства

### Древний мир
История возникновения казнокрадства ведёт отсчёт с момента появления денежного обращения в античных государствах. Появление государственной казны, системы налогообложения населения, системы финансирования государственных институтов (вооружённые силы, судебные органы, органы исполнительной власти, территориальные административные управления и т. д.) порождало среди чиновников разных уровней, занятых сбором, контролем и распределением денежных средств, стремление к личному обогащению.
К древнейшим из упоминаний о наказании за казнокрадство можно отнести свод правил Хаммурапи, правителя Вавилона в 18-м веке до нашей эры:

…Если человек украл имущество бога или дворца, то этот человек должен быть убит; а также тот, который принял из его рук краденое, должен быть убит…— Законы Хаммурапи
Упоминания о казнокрадстве встречается в первых сохранившихся произведениях искусства античности. К примеру, в Древней Греции тема казнокрадства обыгрывалась в произведениях комедиографа Аристофана (450—388 гг. до н. э.)
В Древнем Риме казнокрадство не считалось негативным явлением и прослыло вполне привычным явлением:

…Воровали все — от командиров, которые искусственно завышали в отчетах показатели численности войск, а сами ограничивали её, чтобы иметь возможность присвоить лишнюю плату, до чиновников, устраивавших круговое перемещение денег с одного счета на другой до тех пор, пока они не «пропадали» в груде бумаг, касающихся деятельности чиновников, чтобы те могли обратить их на собственные нужды…
…Службу все связывали с возможностью набить себе карман, и умеренное казнокрадство считалось более или менее в порядке вещей…
— Об отзывах Фемистия о друзьях императора
По мнению историков, казнокрадство явилось одной из главных причин падения дисциплины в рядах армии Римской империи и общей потере боеспособности, что в конечном итоге привело империю к распаду.

### Русское царствоиРоссийская империя
Борьбу с казнокрадством пытались вести многие русские цари. По мнению некоторых историков одной из причин введения опричнины на Руси Иваном Грозным стало процветание казнокрадства.
Активную борьбу с казнокрадами вёл и Пётр Первый.
Одним из самых известных казнокрадов в истории Царской России являлся граф Матвей Гагарин, который указом Петра Первого в 1708 году был поставлен на должность губернатора Сибири, в обязанности которого входил контроль за торговлей с Китаем и пополнение государственной казны. Гагарин занимался присвоением средств, предназначавшихся для казны, получаемых от таможенных пошлин и продажи товаров за границу. После неоднократных жалоб от притесняемых купцов и инициированной царём тайной проверки деятельности графа выяснилось, что последний за время пребывания на должности губернатора собрал в личную собственность огромные материальные ценности. В 1721 году после суда князь Гагарин был казнён.
Отличился в казнокрадстве также князь Александр Меншиков, который, пользуясь своим высоким положением, на протяжении долгих лет брал из казны крупные суммы денег на личные нужды. Только наличными у князя в 1727 году было конфисковано 13 миллионов рублей. В числе конфискованного оказалось 200 пудов золотой и серебряной посуды. Для сравнения военный бюджет Российской империи за 1724—1727 годы составил 17 миллионов.

### СССР
В СССР казнокрадство существовало на всех исторических этапах с момента возникновения и до распада.
Активизация казнокрадства и коррупции началась с марта 1921 года, когда благодаря Новой экономической политике, объявленной Лениным, экономика государства возрождалась после разрушительной Гражданской войны. Через три месяца после введения НЭПа вышло постановление ВЦИК и СНК РСФСР, в котором отмечалось, что «возрос массовый характер преступных деяний со стороны должностных лиц и служащих государственных предприятий и учреждений». Для борьбы с казнокрадством и коррупцией Ленин назначил ответственными председателя ОГПУ Феликса Дзержинского и год спустя генерального секретаря РКП(б) Иосифа Сталина. Для противодействия мошенничеству со стороны зарубежных компаний при посредничестве советских государственных служащих и выводу капиталов за границу, в системе ОГПУ была создана коммерческо-промышленная разведка.
Уголовное преследование государственных служащих, уличённых в казнокрадстве и в коррупции, усложнялось из-за партийного циркуляра о двойной ответственности, принятого в августе 1920 года, нарушавшего принцип необратимости наказания. Согласно данному нормативно-правовому акту, партийные комитеты, членами которых являлись уличённые в правонарушениях коммунисты, имели право взять их под своё поручительство. Так, к примеру, в 1923 году уличённые в казнокрадстве и коррупции в особо крупных размерах нарком РКИ Горской республики Шейко и нарком земледелия Татарской республики Валидов были лишены своих постов, но остались на свободе.
Фактически во времена НЭПа казнокрадство и коррупция присутствовала во всех государственных структурах вплоть до высших уровней. К примеру, нарком лесного хозяйства РСФСР Либерман выводил капиталы из страны закупками устаревшего оборудования в Великобритании по ценам нового. Полномочный представитель РСФСР в Эстонии Исидор Гуковский, который до этого занимал пост наркома финансов РСФСР, был уличён в контрабанде драгоценностей. На должности полпреда Гуковский отметился также казнокрадством и растратой государственных денег.
Особое противодействие Дзержинскому и Сталину в борьбе с экономической преступностью составляла высокопоставленная партийная группировка во главе со Львом Троцким и его сторонниками, в числе которых был Григорий Зиновьев.
Потери СССР от растущего казнокрадства и коррупции во второй половине 20-х годов, усилившихся после смерти Дзержинского в 1926 году, оценивались в 350 миллионов рублей золотом. В 1929 году Сталин отменил НЭП и переориентировал экономику с рыночных отношений на военную экономику. Только эта принципиальная и радикальная мера позволила Сталину остановить экономическую преступность и осуществить планы по индустриализации и коллективизации в СССР.
Вопреки встречающемуся мнению, утверждающему, что Иосиф Сталин сумел полностью искоренить казнокрадство и взяточничество, официальные факты 40-х и начала 50-х годов утверждали обратное.
К примеру, так называемое Ленинградское дело 1949 года, которое по мнению некоторых историков имело политические корни, в официальных источниках считалось расследованием факта казнокрадства и коррупции, нанёсшего убыток казне СССР в 4 миллиарда рублей.
В 1949 году была поставлена точка в расследовании так называемого «Хлебного дела» об организованной группировке под управлением начальника снабжения распределительной системы «Росглавхлеб» Михаила Исаева, который в период с 1945 по 1946 годы путём различных махинаций похитил пищевых продуктов на сумму более миллиона рублей. Кроме хищения продуктов, члены группировки присваивали крупные суммы денег, полученных от розничной продажи и подлежавших сдаче в казну. Одним из способов махинаций при хищении готовой продукции было списывание недостачи как якобы похищенного криминальными элементами.
Самым резонансным делом по казнокрадству и коррупции в СССР в последние годы его существования было Узбекское дело (или Хлопковое дело), инициированное в 1983 году.
Обвинения были предъявлены нескольким десяткам должностных лиц, в число которых входили первый руководитель Узбекской ССР, министры союзной республики, областные руководители и первый заместитель главы МВД СССР. Махинация заключалась в завышении расходов на оплату труда и затрат по сбору хлопка, которые оплачивались Узбекской ССР из казначейства СССР. При этом фактический урожай хлопка был в несколько раз ниже официально заявленного руководством союзной республики:

…Я провел планово-экономическую экспертизу за пять лет. Только за этот период минимальные — подчеркиваю, минимальные! — приписки хлопка составили пять миллионов тонн. За мифическое сырье из госбюджета — то есть из наших общих, всех граждан Советского Союза денег — были выплачены три миллиарда рублей. Из них 1,6 миллиарда потрачены на инфраструктуру, которая создавалась в Узбекистане: на дороги, школы, больницы, а 1,4 миллиарда — заработная плата, которую никто не получал, потому что продукции произведено не было. Иными словами, только на приписках за пять лет похищены, как минимум, 1,4 миллиарда рублей. Эти деньги раздавались в виде взяток снизу доверху…— Калиниченко Владимир о «Хлопковом деле»

## Казнокрадство в литературе
- «Ревизор» — комедия Николая Гоголя. По сюжету городничий Антон Антонович Сквозник-Дмухановский присваивает деньги, выделенные на строительство церкви.
- «Золотой телёнок» — роман Ильи Ильфа и Евгения Петрова. По сюжету романа Корейко, работая на государственной службе, совершил хищение продовольствия во время голода и эпидемии тифа, провёл спекуляцию с крадеными медикаментами, присвоил государственные кредиты через фирмы-однодневки.